# Delfinario

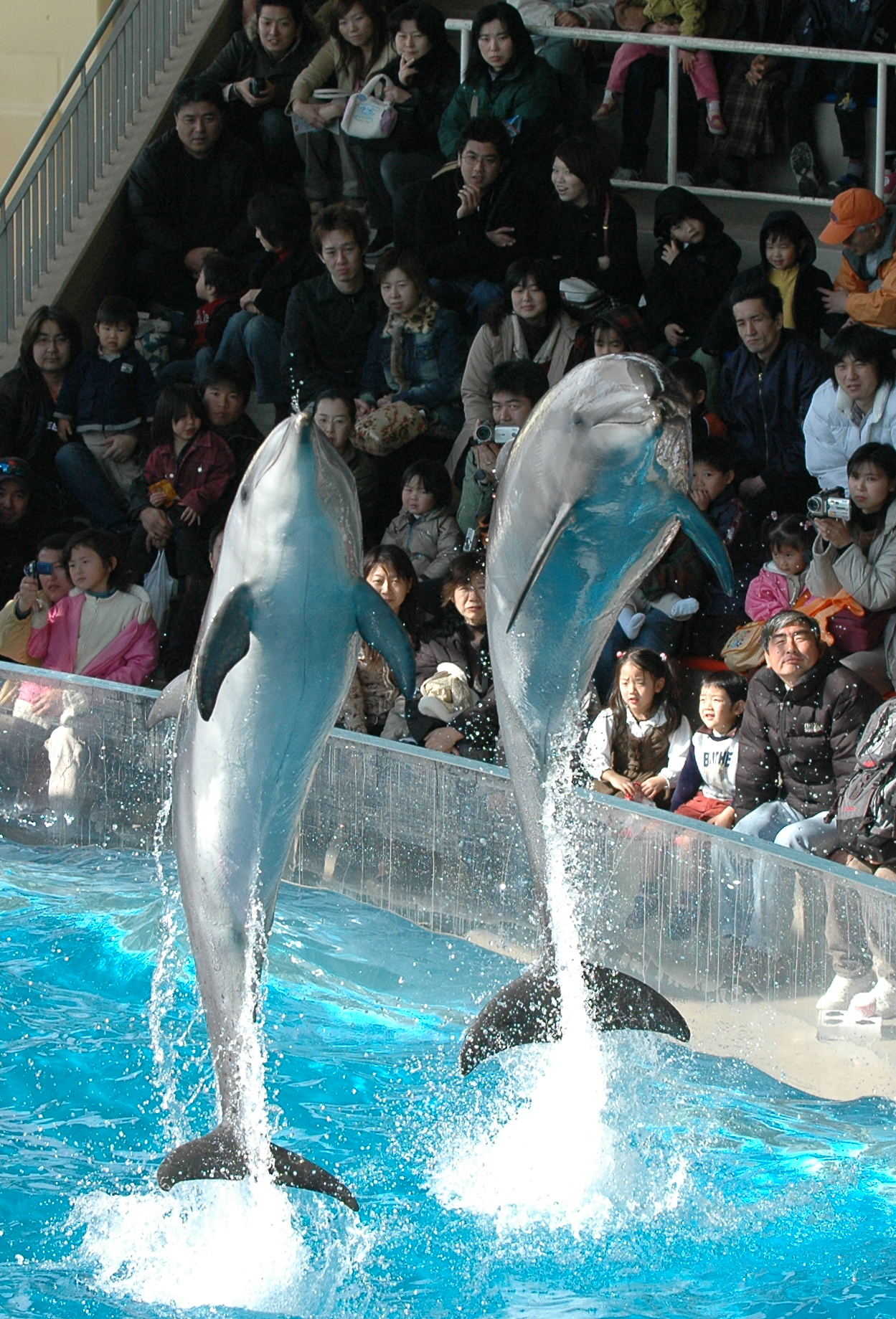
Espectáculo de delfines mulares al acuario de Enoshima (Japón).

Un delfinario es un acuario para Delphinidae (delfines y orcas), y a veces para otros cetáceos (belugas). A menudo, estos animales viven en un conjunto de estanques que permiten su presentación al público, su cría, su adiestramiento, espectáculos, y más raramente actividades de investigación científica. En escasos delfinarios, los cetáceos están guardados en un corral o en un estanque en el mar. Ciertos delfinarios llevan también acciones de socorros a los cetáceos varados.
Los delfinarios son estructuras abiertas al público, casi siempre gestionadas por sociedades lucrativas, y a menudo integradas en grandes acuarios, en parques de atracciones o en parques zoológicos. Existen en todos los continentes pero ciertos países tienen un número particularmente elevado de estas estructuras, como Japón, China, Rusia, los Estados Unidos (en Florida, principalmente), México (en Quintana Roo, principalmente), o en menor medida España y Turquía.
Son cada vez más controvertidos y discutidos, acusados en ciertos países de estar ligados a las capturas de cetáceos en medio salvaje, y especialmente a la caza anual de delfines en Taiji, pero sobre todo de no proporcionar condiciones de cautividad adaptadas a las necesidades fisiológicas de estas especies. El interés de la cautividad de estos animales está discutido dado que las especies implicadas no son consideradas como amenazadas por la Unión Internacional para la Conservación de la Naturaleza (UICN), por lo que estas estructuras no desempeñan un papel directo en la conservación ex situ de estas especies. Por lo tanto, cada vez más países están legislando para prohibir o restringir el cautiverio de los cetáceos en su territorio.

## Historia
Los primeros cetáceos mantenidos en cautividad eran las dos belugas del Barnum's Museum de Nueva York presentes desde 1861. Pero el primer delfinario comercial ha sido abierto más tarde, en 1938, al Marine Studios Delphinarium de San Agustín, en Florida. Su popularidad ha aumentado rápidamente hasta los años 1960 y más particularmente en 1963 con la salida de la película Flipper el delfín y de la serie televisada epónima. En 1966, el primer delfinario de Europa ve el día.

## Situación y evolución por áreas geográficas
La legislación sobre los delfinarios varía de un país al otro. La mayoría de los países no han legislación particular sobre este tipo de estructura. Cada vez más países los prohíben o restringen su establecimiento y su funcionamiento.

### América del Norte

#### México
México es uno de los países que cuenta el más de delfinarios en su territorio. Treinta-y-una estructuras son así censadas con un total de aproximadamente 270 delfines, de los cuales 70 % en el Estado de Quintana Roo. El grupo The Dolphin Company con su marca Dolphin Discovery, actor mayor de este sector en el país, posee 10 estructuras. Los tres otros actores principales en este país son la sociedad Delphinus del Grupo Xcaret, la sociedad Dolphinaris, propiedad del fondo Adventure Capital, y la sociedad Vallarta Adventures.

##### Legislación
En abril de 2017, la Cámara de Diputados aprueba la reforma de la Ley General de Vida Silvestre que prohíbe los delfinarios y los espectáculos de cetáceos. Propuesta por el Partido verde ecologista de México (PVEM), esta medida dispone que los dueños tienen 30 días después de la entrada en vigor de la ley para realizar un inventario y comunicarlo a la Secretaría de Medio ambiente y de Recursos naturales. La reforma prevé que los cetáceos actualmente detenidos podrán quedar en cautividad y que cada hembra podrá todavía dar nacimiento a una única cría. Los delfinarios podrán así continuar operando durante aproximadamente 30 años, hasta la muerte de todos los especímenes, antes de desaparecer. La reforma ha sido adoptada con las voces del Partido revolucionario institucional (PRI), del PVEM, del Partido Nueva Alianza y del Partido encuentro social. El Partido Acción Nacional (PAN), el Partido de la revolución democrática (PRD), el Movimiento regeneración nacional y el Movimiento ciudadano han votado en contra. La ley va a estar examinada por el Senado de la República.
En la capital, México, los diputados de la Asamblea Legislativa de la Ciudad de México han adoptado en agosto de 2017 un conjunto de leyes que prohíben la utilización de delfines cautivos para los espectáculos, las interacciones con los visitantes, las sesiones de "terapia" y las investigaciones científicas. El presidente de la Comisión de medio ambiente ha apuntado particularmente al delfinario del parque de atracciones Six Flags México, del grupo Dolphin Discovery.
Aunado, la Norma Oficial Mexicana 135-Semarnat-2004 establece los requisitos de bienestar animal para los delfines en cautiverio.
Sin embargo, algunas organizaciones de protección animal sostienen que estas regulaciones no son suficientes para proteger a los delfines de los maltratos.

##### Casos de maltrato
A través, de los años, se han documentado varios casos de maltrato a delfines en los delfinarios de algunas entidades de la república. 
Entre los casos más conocidos se encuentran:
- En 2015 Dolphin Discovery, fue clausurado por falta de permisos para operar.[9]
- En 2017, el delfinario de Puerto Aventuras en México fue clausurado por la Procuraduría Federal de Protección al Ambiente (Profepa) tras una denuncia de maltrato animal. La Profepa encontró que los delfines estaban en condiciones insalubres y que eran sometidos a prácticas crueles, como la separación de sus madres a temprana edad y el uso de métodos coercitivos para que realizaran trucos.
- En 2019, la organización Animal Welfare Institute (AWI) publicó un informe en el que se documentaban casos de maltrato a delfines en los delfinarios de Xcaret, Dolphinaris y Aquaworld. El informe incluía fotografías y vídeos que mostraban a delfines con heridas, cicatrices y lesiones.
- En 2020, la organización Empty the Tanks presentó una denuncia ante la Procuraduría Federal de Protección al Ambiente (Profepa) contra Dolphinaris por maltrato a delfines. La denuncia incluía testimonios de ex empleados de Dolphinaris que afirmaban que los delfines eran maltratados y sometidos a condiciones de vida inadecuadas.[10][11][12][13][14]
- En 2021, la Profepa clausuró temporalmente el delfinario de Xcaret tras encontrar irregularidades en el tratamiento de los delfines. La clausura se levantó unos meses después, pero la Profepa continúa investigando el caso.[15]

### América central y del Sur

#### Argentina
En este país, se encuentra el Mundo Marino, el solo delfinario de América del Sur presentando a una orca.

#### Chile
Chile ha prohibido la captura, la importación, la comercialización y la exhibición de cetáceos en cautividad sobre su territorio en 2005. Esta medida, que implica también otros especies animales (pingüinos, otarios, tortugas...), ha sobre todo para objetivo de impedir que Chile sea una zona privilegiada de captura de animales marinos con vistas a alimentar el tráfico.

#### Costa Rica
Costa Rica ha hecho asimismo en julio de 2005 publicando un decreto que prohíbe la cautividad de las delfines y de las ballenas, así como el hecho de nadar con ellos. Este decreto establece también requisitos para las empresas, instituciones o personas que desean realizar cualquier actividad de observación, de investigación o de turismo en relación con los cetáceos en las aguas nacionales.

### Europa
En Europa 17 país han delfinarios en su territorio, la mayoría presente a delfines mulares, dos presentan también a orcas, y uno solo, el Oceanográfico de Valencia, presente a belugas. Algunos presentan también a marsopas comunes y a delfines rosados.
Los países que presentan el más de cetáceos en Europa son España, Países Bajos y Francia. España es el país de Europa que posee el más de delfinarios, con 11 estructuras (o sea aproximadamente un tercio de los delfinarios europeos).

#### España

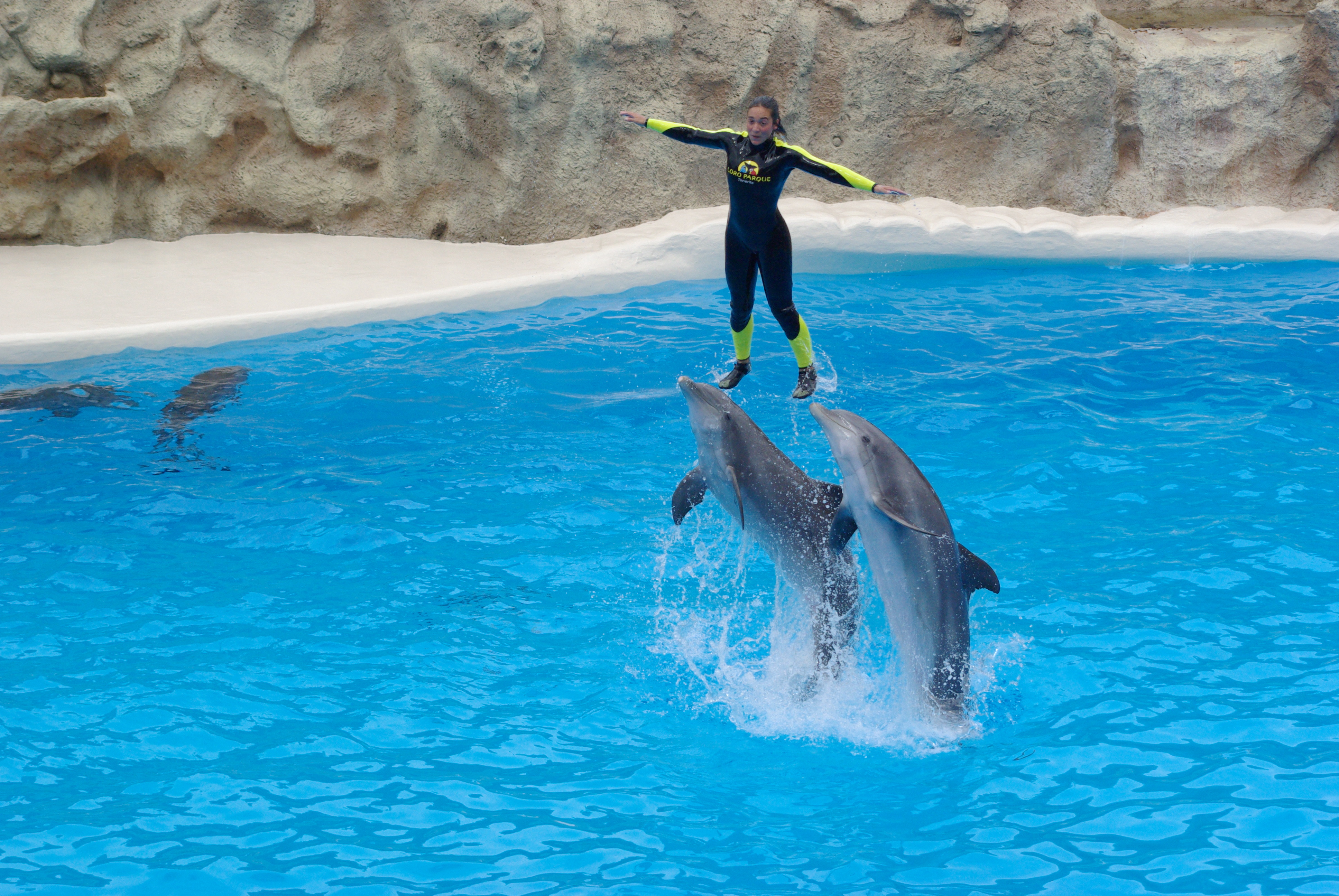
Espectáculo de delfines mulares al Loro parque de Tenerife.

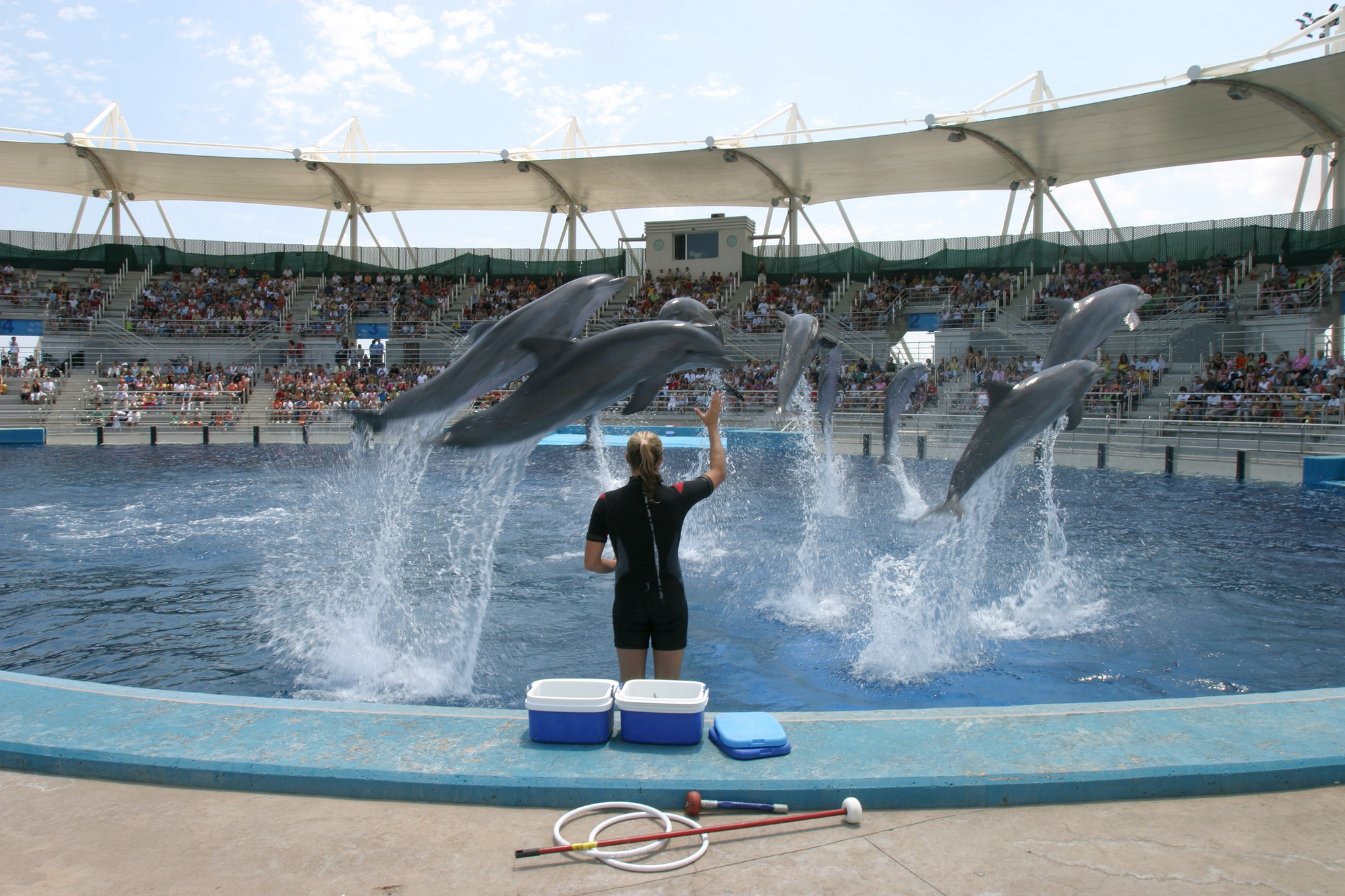
Oceanográfico de Valencia.

En España hay doce delfinarios. Dos multinacionales poseen siete suyas solas, Aspro-Ocio y Parques Reunidos. Solas seis de cada diecisiete comunidades autónomas tienen delfinarios en sus territorios. Las que tienen más son las islas Canarias (cuatro) y Cataluña (tres), vienen luego la Comunidad valenciana, Andalucía, Madrid y las islas Baleares.
El grupo Aspro-Ocio es propietario de seis delfinarios en Europa, de los cuales cuatro en España: dos en Canarias, el Palmitos Park (Gran Canaria) y el Aqualand Costa Adeje (Tenerife), el Marineland de Mallorca en Baleares y el Marineland de Cataluña.
El grupo Parques Reunidos es el propietario de seis delfinarios en el mundo, de los cuales tres en España : aquel del Zoo Aquarium de Madrid, el Aquópolis Costa Dorada en Vilaseca en Cataluña, y el Selwo Marina en Benalmadena, en Andalucía.
El Oceanográfico de Valencia, propiedad de la Ciudad de las Artes y las Ciencias, reúne varias cetáceos de los cuales 2 belugas y 13 delfines mulares. Está explotado por la sociedad Avanqua.
El Loro Parque, en Tenerife, en las islas Canarias, presente a 7 orcas y 9 delfines mulares. Está la propiedad del alemán Wolfgang Kiessling. El Rancho Texas Park, sobre la isla lanzaroteña, en Canarias, presente a 4 delfines mulares.
El Mundomar Benidorm en Comunidad valenciana, cuenta con 11 delfines mulares.
El Zoológico de Barcelona presenta también delfines mulares. No obstante, en 2017 el zoo modificará completamente su delfinario, la nueva instalación no comportará de gradas y verá la parada de los espectáculos con los delfines. Esta modernización da continuación a la ley de protección de los animales que prohíbe los espectáculos que explotan animales no-domésticos votada por el Parlamento de Cataluña en 2013. Esta ley implica pues también el Marineland de Cataluña, ubicado un poco más al norte a Palafolls, y el Aquopolis Costa Dorada ubicado un poco más al sur.
En 2009, Proyecto Gran Simio pidió el cierre de todos los zoológicos con delfinarios de España por incumplir la ley.